# Al Neil
Alan Douglas „Al“ Neil (* 26. März 1924 in Vancouver; † 16. November 2017) war ein kanadischer Jazzmusiker (Piano, auch Gesang, Zither, Klangeffekte, Komposition), der sich auch als Bildender Künstler und Autor betätigte. Die Musikzeitschrift The Wire bezeichnete ihn als „herausragende Figur in der Geschichte des kanadischen Jazz und improvierten Musik“.

## Leben und Wirken
Neil studierte bei Glenn Nelson und Jean Coulthard, war aber als Jazzpianist Autodidakt. Beeinflusst von Bebop-Aufnahmen  Bud Powells und anderen Musikern, begann er in den späten 1940er-Jahren in Nachtclubs von Vancouver aufzutreten, arbeitete ab den 1950er-Jahren auch mit eigenen Formationen. Seine ersten Aufnahmen entstanden 1959 mit Dale Hillary (Altsaxophon), Lionel Chambers (Kontrabass) und Bill Boyle (Schlagzeug), als er den Lyriker Kenneth Patchen begleitete (Kenneth Patchen Reads with Jazz in Canada with the Alan Neil Quartet, Folkways Records). Al Neil war in den 1950er- und frühen 60ern eine der zentralen Figuren im Jazzclub  Cory Weeds’ Cellar Jazz Club, wo er auch mit amerikanischen Musikern wie Carl Fontana, Art Pepper und Sonny Red spielte. 1963 entstand ein Fernsehmitschnitt eines Auftritt Neils im Cellar Club mit dem Saxophonisten Glenn MacDonald und dem Bassisten Don Thompson für den Sender NFB (In Search of Innocence).
Beeinflusst vom Free Jazz, hatte Neil Mitte der 1960er-Jahre ein Trio mit dem Bassisten Richard Anstey und dem Schlagzeuger Gregg Simpson, mit dem Neil in Titeln wie „Psychedelic“ auch mit eingespielten Klangeffekten mittels Schallplattenspieler, Stimmen, Spielzeug-Instrumenten und Zither experimentierte. Deren Aufnahmen aus den Jahren 1965–1968 – größtenteils Live-Mitschnitte aus der Vancouver School of Art – erschienen 1986 als LP Retrospective: 1965–1968 und wurden in erweiterter Form als Doppel-CD wiederveröffentlicht. 1967 wurde ein Auftritt des Al Neil Trio vom kanadischen Fernsehsender CBC in der TV-Serie Enterprise gezeigt.
1980 legte Neil noch das Soloalbum Boot & Fog (Music Gallery Editions) vor, auf dem er neben Eigenkompositionen die Standards „Ruby, My Dear“ und „Over the Rainbow“ spielte.  Im Bereich des Jazz listet ihn Tom Lord zwischen 1959 und 1979 bei elf Aufnahmesessions, zuletzt mit der Lyrikerin Carolyn Zonailo (Journey to the Sibyl). 1970 löste er sein Trio auf, um sich mehr dem Schreiben und der künstlerischen Betätigung hinzuwenden.  In den 1970er- und 1980er-Jahren arbeitete er noch gelegentlich mit den Perkussionisten Simpson and Howard Broomfield sowie mit den Bassisten David Lee, Lisle Ellis und Clyde Reed zusammen. Aufnahmen aus dieser Phase erschienen als Musicassette (Selections: 3 Decades, Nightwood Editions, 1991).
Neil betätigte sich außerdem als Bildender Künstler und Autor; seine Werke hatten meist semi-autobiographischen Charakter und nahmen auf seine Erfahrungen als Musiker Bezug; darunter sind Gedichte, ein Roman  (Changes, Toronto 1975) und eine Sammlung von Short Stories (Slammer, Vancouver 1980). In der Bildenden Kunst organisierte er in den 1970er-Jahren Multimedia-Performances und wandte sich im folgenden Jahrzehnt  Mixed-Media-Collagen zu. Seine Arbeiten wurden (häufig in Verbindung mit Konzerten und Lesungen) in der Sound Gallery und im Motion Studio (1966), in der Vancouver Art Gallery (1968, 1972 und 1989), der Art Gallery of Ontario (1969), Musée d’art moderne de la Ville de Paris (1973), und in der Coburg Gallery Vancouver (1984–1987) gezeigt.

## Diskographische Hinweise
- Anthony Davis, Paul Plimley, Al Neil, John Kameel Farah: Past Piano Present – Live at Western Front 1985-2015 (Western Front New Music, ed. 2016)